# 格罗特胡森·德尔塔山
格罗特胡森·德尔塔山(Mons Gruithuisen Delta)是月球正面风暴洋和雨海交界处一座山底直径为27.24公里的卵状小山穹丘，山体坡较缓，高约1800米。其中心点月面坐标为北纬36.1°、西经39.6°。
最靠近格罗特胡森·德尔塔山是西面的格罗特胡森·伽玛山以及西北更小的西北丘(NW)，它们共同取名于南面80公里处以德国天文学家"弗朗茨·冯·格罗特胡森"所命名的格罗特胡森陨石坑，其直径15公里。这两座小山都位于向北延伸的陆地区。非常接近的格罗特胡森·德尔塔山的卫星坑是东南方的"格罗特胡森 B"坑，往东稍远一点是位于它山脚下的另一座小卫星坑-"格罗特胡森 F"坑。
格罗特胡森陨石坑和格罗特胡森·德尔塔山于1976年被国际天文联合会正式命名。

## 外部链接

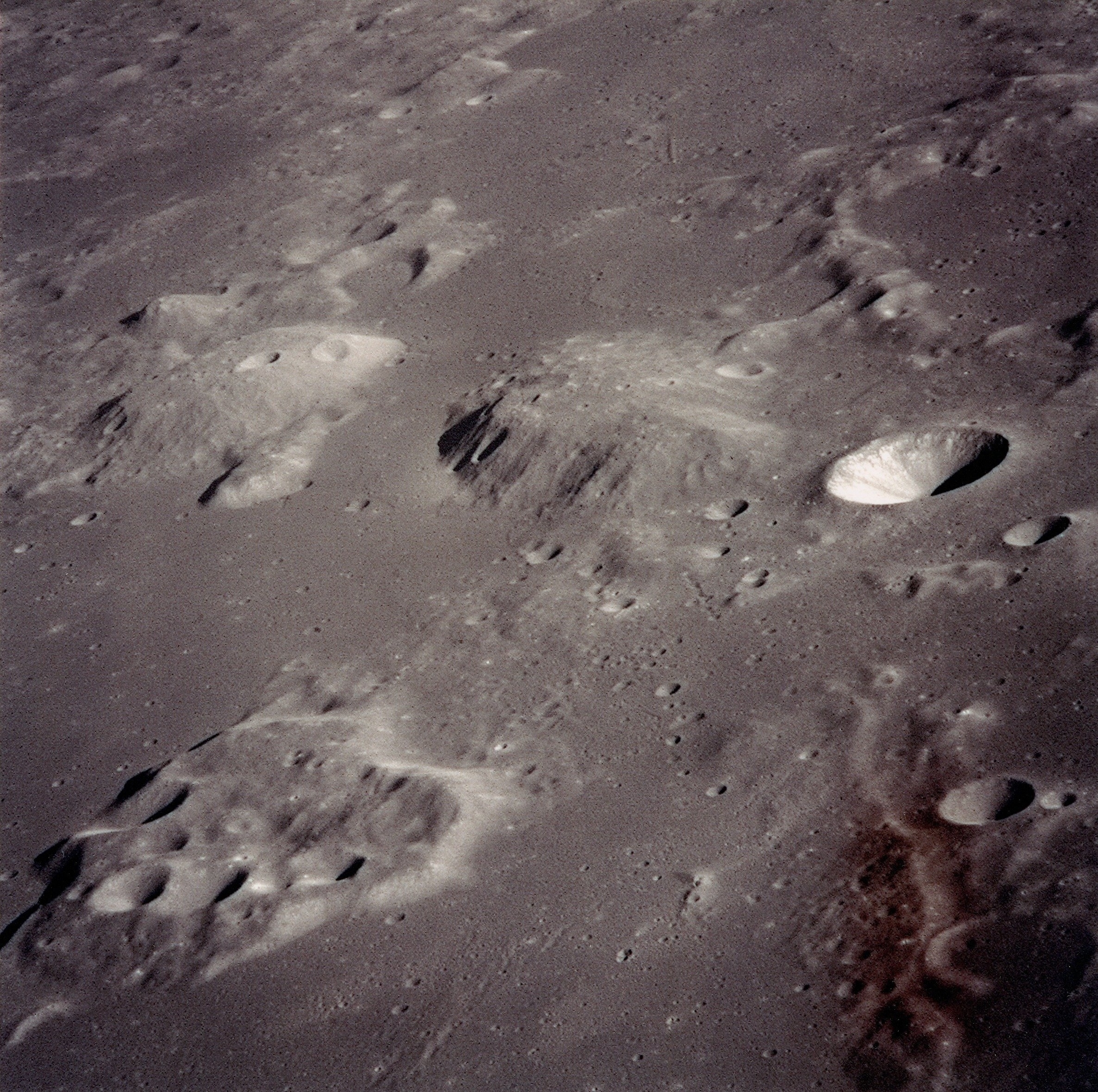
格罗特胡森·德尔塔山、伽玛山和西北(NW)丘，阿波罗15号拍摄。

## 加请参阅
- 按高度排列的月球山脉表